# Los Angeles Daily News
Il Los Angeles Daily News  è un quotidiano statunitense, con sede a Los Angeles. Per diffusione a Los Angeles è secondo solo al Los Angeles Times.

## Storia
Nacque nel 1911 come Van Nuys Call, ovvero quotidiano della cittadina di Van Nuys. A seguito della fusione con un quotidiano concorrente, il News, cambiò presto nome in Van Nuys News. Nel 1953 cambiò ancora nome divenendo il Van Nuys News and Valley Green Sheet.
Nel 1971 fu venduto alla Tribune Company. Nel 1976 cambiò ancora testata in Valley News and Green Sheet'. Il verde cui fa riferimento la testata si palesava in una striscia verde lungo tutto il bordo destro della prima pagina.
Nel 1981 cambiò ancora nome in Daily News of Los Angeles e la pubblicazione divenne quotidiana dai precedenti quattro giorni a settimana. Nel 1985 la proprietà passo a Jack Kent Cooke che investì pesantemente per una nuova sede e per coprire con la pubblicazione tutta la San Fernando Valley. Quando Cooke morì nel 1988 il giornale passò al gruppo Media News Group, attuale proprietario, che lo fuse creando sinergie con tutti gli altri quotidiani di sua proprietà nella parte sud di Los angeles. Per un certo periodo furono, infatti, pubblicate edizioni locali per la Antelope Valley, la Santa Clarita Valley e la  Contea di Ventura.
Quando il Los Angeles Herald-Examiner fallì nel 1989 il Los Angeles Daily News divenne il secondo quotidiano per diffusione di Los Angeles.
Non vi è alcuna relazione con un precedente Los Angeles Daily News, giornale del mattino, pubblicato nella parte sud di Los Angeles, che cessò le su pubblicazione il 18 dicembre del 1954.
Fra il 2005 e il 2008 il Daily News of Los Angeles fu in prima linea nella battaglia mediatica a favore delle secessione della San Fernando Valley. Si schierò a favore della secessione che fu poi respinta non avendo superato il referendum promosso a questo scopo.